# Riddleville
Riddleville is een plaats (town) in de Amerikaanse staat Georgia, en valt bestuurlijk gezien onder Washington County.

## Demografie
Bij de volkstelling in 2000 werd het aantal inwoners vastgesteld op 124.
In 2006 is het aantal inwoners door het United States Census Bureau geschat op 122, een daling van 2 (-1,6%).

## Geografie
Volgens het United States Census Bureau beslaat de plaats een oppervlakte van
2,0 km², geheel bestaande uit land. Riddleville ligt op ongeveer 128 m boven zeeniveau.

## Plaatsen in de nabije omgeving
De onderstaande figuur toont nabijgelegen plaatsen in een straal van 24 km rond Riddleville.